# Christian Palustran
Christian Palustran (n. 1947, Saint-Cloud, Île-de-France, Franța) este un dramaturg și povestitor francez. Lucrările sale — unele pentru tineri — au fost puse în scenă și difuzate pe unde radio în diferite țări.

## Cariera literară
Christian Palustran a locuit prima dată la Paris. Încă de la o vârstă fragedă a avut o pasiune pentru scris și dramă. După ce a absolvit Facultatea de Litere (și a trecut cu succes examenul de abilitare ca profesor), a fost numit profesor în Normandia. A pus în scenă spectacole cu elevii săi și a condus ateliere de scris de la școala elementară și până la universitate. În acelaṣi timp, s-a lansat în crearea de texte, iar două dintre primele sale lucrări, Escapade („Escapadă”) și Histoire d’œuf („Povestea oului”), au fost premiate ṣi puse în scenă la Concursul Național al Actului în Metz unde a fost prezentat. 
Apărător al teatrului amator de calitate, este invitat la festivaluri franceze și străine unde își relatează experiența de autor și în care se joacă piesele sale, în special în Statele Unite ale Americii, Canada, și Belgia. În această din urmă țară, Un papillon jaune appelé Sphinx (Un fluture galben numit Sfinx) și Les Méfaits du Bourbon („Relele Bourbonului”) au reprezentat Franța la IATA Internațional Estivades din Marche-en-Famenne ṣi La Chausse-trape („Cursa de Vulpi”) la primul Festival Internațional din Namur. La fel, Un papillon jaune appelé Sphinx a participat la Festivalul Universitar Spaniol din Valladolid.
Pasionat de limbi, Palustran traduce uneori lucrări de alṭi autori sau contribuie la traducerea textelor acestora. De asemenea, susține francofonia și, ca atare, este invitatul Alianțelor sau al Institutelor franceze. Din 2009 până în 2019, a prezidat anual Festivalul francofon La Première din Kirov, Rusia.
Christian Palustran este autorul mai multor colecții de povești: Le Crépuscule des fées („Amurgul zânelor”) Les Contes du croissant de lune („Poveṣtile despre semilună”) și Métamorphoses, mon Amour („Metamorfozele, dragostea mea”), după Ovidiu. Inspirându-se din povești celebre, aceste „șuvițe de vise”, cum le numește autorul, subliniază adesea, în mod ironic sau glumeț, defectele specifice timpului nostru. Au fost difuzate de diverse posturi de radio și pe undele France-Culture unde au jucat actori renumiți precum Michel Bouquet, Michel Galabru, Michael Lonsdale, Judith Magre, François Périer, Jean Rochefort... Au fost spuse și în public, în special de Claude Piéplu (Festivalul Național al Povestitorilor în Chevilly-la-Rue, și alte orașe din Franța.
Christian Palustran a scris vreo treizeci de piese de diferite genuri care, în opinia criticilor, pot fi  „amuzante, tandre  și uneori feroce” (cf. Ziarul  La Voix de l’Est, Drancy  22-5-1997). Mulți au fost reprezentați în Franța și în țările francofone. Printre altele, în Parisul ṣi în alte regiuni: Lille (Centrul Național Dramatic pentru Tineret), sudul Franței (Festivalul Avignon etc.). La fel, în Belgia (Bruxelles și Valonia), în Elveția și în Canada.  Câteva au fost transmise pe unde (France-Culture, Radio Suisse Romande, Radio France Internationale).
Unele piese au fost traduse și interpretate în străinătate: în Statele Unite (în New York  unde a fost jucată Un fluture galben numit Sfinx și unde Escapadă a câștigat primul premiu), în Argentina, dar și în Marea Britanie , în Spania  în țările Europei de Est (Rusia, Bulgaria și în special, România (Vezi paragraful 2.1) Dintre acestea, putem cita multe comedii satirice repetate în mod regulat în care se ironizează aspecte din vremea noastră.
El este, de asemenea, autorul unor monologuri tragice  și a unor drame sociale.
Christian Palustran este interesat și de teatrul pentru tineri. Cu o falsă naivitate sau într-un mod mai direct, operele sale abordează probleme contemporane, uneori cu riscul de a surprinde sau a deranja.
Mai multe au fost transcrise în alfabetul Braille.

## Opera

### Lucrări dramatice create în România
- Poveste cu ouă („Histoire d’oeuf”): Festival Amifran Arad, 1994[52]
- Relele Bourbonului, trad. Carmen Kilkus Primul Festival Internațional de Teatru Francofon organizat de Alliance Française din Ploiești, 1995
- Hǎul („Abîmes”): trad. Radu Teampaù și François Bréda; premierǎ mondialǎ, Teatrul dramatic, Turda, 1996[53]

- Cursa de Vulpi („La Chausse-trape”): trad. Gabriela Jiroș, Teatrul Toma Caragiu, Ploiești, 1997[54]
- O seară liniștită („Une soirée tranquille”): trad. Carmen Kilkus și Teodora Stanciu, Teatrul Toma Caragiu, Ploiești, 1998[55]
- Un fluture galben numit  Sfinx („Un papillon jaune appelé Sphinx”): trad. Nicolae Weisz, Teatrul municipal,  Baia-Mare, 2003[56]
- Linda: trad. Nicolae Weisz, Teatrul municipal, Baia-Mare, 2003; premierǎ mondialǎ[57]
- Nor („Nuage”): Maxim Miron, Facultatea de Teatru, Cluj-Napoca, 2009[58]
- Jurnalul unui vârcolac („Journal d’un loup-garou”): trad. Andrei Dinu  Nicolae Weisz; Facultatea de Teatru, Cluj-Napoca, 2010[59]

### Înregistrări și publicații

#### Povești
- Casete Radio-France: Surpriza lui Moș Crăciun („La Surprise du Père Noël”), 1987: 10.000 de exemplare tipărite pentru operațiunea „Toți suntem Moș Crăciun” lansată de France-Culture, France-Inter și revista Pèlerin.

##### Înregistrări
France-Culture Radio Suisse Romande:
- Amurgul zânelor („Le Crépuscule des fées”), 1993: Doamna de gheață („La Dame de glace”)', Noua Piele de măgar („La Nouvelle Peau d´Âne”), Procesul Scufției Roșii („Le Procès du Petit Chaperon Rouge”).  Aceste trei povești au fost difuzate și la Radio canadian.
- Surpriza lui Moș Crăciun („La Surprise du Père Noël”)
- Țăranul, regele și Marmita („Le Paysan, le Roi et la Marmite”), 4 episoade
- Soarta copacilor („Le Destin des arbres”)
- Pisica încăpățânată („Le Chat buté”)
- Povestea stelei de Crăciun („Histoire de l’Étoile de Noël”)
- OZN („L’Ovni”), 2 episoade; Concert pentru Elf, Fantomă și Undină („Concerto pour Lutin, Spectre et Ondine”) 3 episoade,

##### Publicații
- Poveștile despre semilună („Les Contes du croissant de lune”), Art & Comédie, 2000 (ISBN 2-84422-169-6)
- Concert pentru Elf, Fantomă și Undină („Concerto pour Lutin, Spectre et Ondine”) în revista L'Encre et l'Oeuvre nr. 206-207, Souffles, 2004.
- Metamorfozele, dragostea mea, („Métamorphoses, mon Amour”), după Ovidiu, Hachette jeunesse, 2005. (ISBN 2-01-321136-8) Cartea transcrisă și în Braille (GIAA PACA / CORSE)

#### Teatru
(Pentru rezumate, număr de actori, locuri ṣi date de creație, consultați lista pieselor din directorul autorului CNES („Répertoire des Auteurs du CNES”).

##### pentru copii ṣi adolescenți
- Coada pisicii („La Queue du chat”) în Démocratie mosaïque 4, Lansman, 2000 ISBN 2-87282-276-3
- Teatru de Crăciun („Théâtre de Noël”): Moș Crăciun nu mai răspunde, Povestea stelei și a chivotului, Războiul copacilor, Magicianul („Le Père Noël ne répond plus”, „Histoire de l’étoile et de l’arche”,„La Guerre des arbres”, „Le Magicien”), Les Mandarines, 2004 ISBN 2-9516482-5-1
- Regina și olifantul magic („La Reine et l’Olifant magique”) urmat de Pielea de măgar 2000 („Peau d’Ane 2000”) și Concert pentru Elf, fantomă și Undină („Concerto pour lutin”, „Spectre et Ondine”), La Fontaine, 2005 ISBN 2-907846-88-4
- Afacerea Scufița („L’Affaire Chaperon”) în Démocratie mosaïque 3, 1998 și în Petites pièces pour dire le monde, Lansman, 2005 ISBN 2-87282-494-4
- Sora Albă ca Zăpada („La Soeur de Blanche Neige”), Art & Comédie, 2006 ISBN 2-9516482-5-1
- Povestea cu ouă („Histoire d’oeuf”, ediție nouă), Les Mandarines, 2020 ISBN 978-2-491921-00-2

##### pentru toate vârstele
- Escapadă („Escapade”), Revista L’Avant-scène Théâtre n°735/736, 1983 FRBNF39768555
- Jurnalul unui vârcolac, Nor și Hǎul („Journal d’un loup garou”, „Abîmes” et „Nuage”), Lansman, 1996 (ISBN 2-87282-155-4)

Difuzare a Jurnalului unui vârcolac pe France-Culture (1991) și a lui Nor la Radio suisse romande (1990)
- ·O seară liniștită („Une soirée tranquille”), La Fontaine, 1996 ISBN 2-907846-26-4
- Marea dezbatere („Le grand Débat”), preluată din Un paradis al iadului („Un paradis d’enfer”), traducere în bulgară, Recenzie bulgară Panorama nr. 3, Teatru francez contemporan, 1998
- Citizen B.V. sau Barba verde, Art & Comédie, 2001 ISBN 2-84422-201-3
- Țăranul, Regele și Marmitul („Le Paysan, le Roi et la Marmite”), La Fontaine, 1992 și 2002 ISBN 2-907846-17-5
- Un fluture galben numit Sfinge, versiune trilingvă franceză, italiană, engleză (Un papillon jaune appelé Sphinx, Una farfalla gialla chiamata  Sfinge, A Yellow Butterfly Called Sphinx),  La Fontaine, 2002 ISBN 2-907846-64-7
- Valul de căldură („La Canicule”), difuzat pe France-Culture (1978 și 1979) și într-o duzină de țări (1983), La Fontaine, 1991 și 2002 ISBN 2-907846-62-0
- Queneau, que si, munca colectivă, Les Quatre Vents, 2003 ISBN 2-7498-0903-7
- Cursa de vulpi („La Chausse-trape”), difuzat pe France-Culture în 1981, La Fontaine, 1998 și 2004 ISBN 2-907846-31-0
- Relele Bourbonului („Les Méfaits du Bourbon”), La Fontaine, 2004 ISBN 2-907846-78-7
- Un paradis al iadului („Un paradis d’enfer”), Teofrast sau al optulea cer („Théophraste ou le huitième ciel”) Linda și Procesul („L'Épreuve”) în Teatru pentru apartamente și scene mici („Théâtre pour appartements et petites scènes”), Les Mandarines, 2006 ISBN 2-9516482-7-8
- Ecco în Un autre regard, L’Agapante, 2008 ISBN 978-2-9526097-1-5
- La Fontaine, Clovnul și Ecologiștii, plimbare teatrală („La Fontaine, le Clown et les Écolos, balade théâtrale”), La Fontaine, 2010 ISBN 978-2-35361-029-7
- Télécrațiii, Les Télécrates (Provocarea) în Scènoblique 2010, ABS, 20
- Télécrațiii, ă nou cu Provocarea și Paste cu oțet („L’enjeu” et „Des coquillettes à la vinaigrette”), ABS, 2011 ISBN 978-2-915839-76-0
- Mitomania, plimbare teatrală cu Povestea cu ouă („Histoire d'œuf”) și Vânzare din uṣă în uṣă („Vente à domicile”), Les Mandarines, 2020 ISBN 978-2-491921-00-2

##### Traduceri ale autorului
- Un conte de Noël, traducere în franceză a piesei de Sandra Nordgren, adaptare teatrală a poveștii lui Charles Dickens, Art & Comédie, 2000 (ISBN 2-84422-170-X
- Secretul insulei căprioare și Copilul răutăcios (adaptare scenică a povestirii lui Christian Andersen) de dramaturgul argentinian Alejandro Finzi